# Ястребино (присілок, Ленінградська область)
Ястребино (рос. Ястребино) — присілок у Волосовському районі Ленінградської області Російської Федерації.
Населення становить 64 особи. Належить до муніципального утворення Большеврудське сільське поселення.

## Історія
Від 1 серпня 1927 року належить до Ленінградської області.

## Населення
| 2007 | 2010 | 2017 |
| ---- | ---- | ---- |
| 52   | ↗57  | ↗64  |

## Уродженці
- Хірвонен Ганна Григорівна (1902—1978) — доярка, Герой Соціалістичної Праці.